# Sno Babies
Sno Babies è un film del 2020 diretto da Bridget Smith.

## Trama
Kristen e Hannah sono due amiche adolescenti che frequentano il college. Entrambe finiscono col diventare dipendenti dall'eroina e cercheranno di tenere nascosta la cosa alle loro rispettose famiglie.